# 阿尼耶尔
阿尼耶尔（法語：Agnières，法語發音：[aɲɛʁ]）是法国上法蘭西大區加来海峡省的一个市镇，属于阿拉斯区。

## 地理
阿尼耶尔（50°21'11"N, 2°36'14"E）面积3.25 平方千米，位于法国上法蘭西大區加来海峡省，该省份为法国北部沿海省份，西北濒北海，南至索姆省，东临北部省。
与阿尼耶尔接壤的市镇（或旧市镇、城区）包括：康布利尼厄勒、维莱沙泰勒、阿图瓦地区欧比尼、康布兰拉贝、卡佩勒费尔蒙、埃尔马维尔。

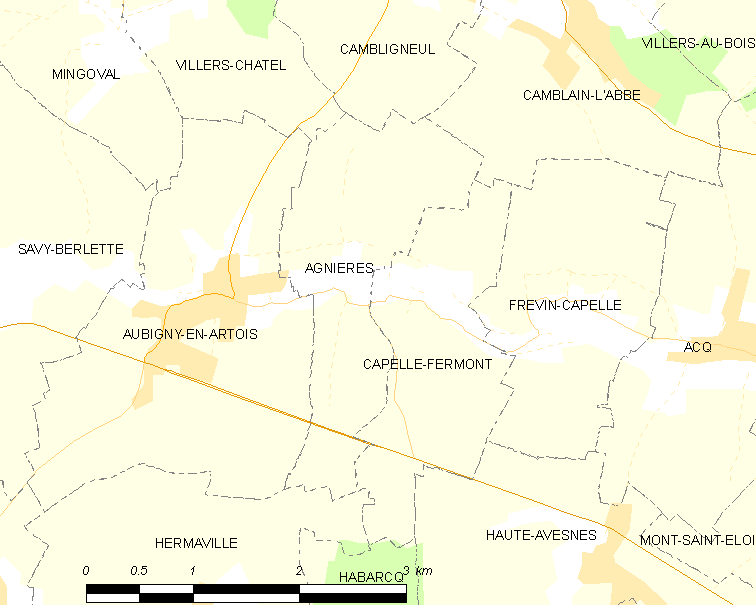
阿尼耶尔的OSM定位图

阿尼耶尔的时区为UTC+01:00、UTC+02:00（夏令时）。

## 行政
阿尼耶尔的邮政编码为62690，INSEE市镇编码为62012。

## 政治
阿尼耶尔所属的省级选区为阿韦讷勒孔特县。

## 人口

1962-2008年间阿尼耶尔人口变化图示

阿尼耶尔于2022年1月1日时的人口数量为255人。